# Варыш (Пермский край)
Варыш — деревня в Косинском районе Пермского края. Входит в состав Косинского сельского поселения. Располагается южнее районного центра, села Коса. Расстояние до районного центра составляет 27 км. По данным Всероссийской переписи населения 2010 года, в деревне проживало 11 человек (6 мужчин и 5 женщин).

## История
До Октябрьской революции населённый пункт Варыш входил в состав Косинской волости, а в 1927 году — в состав Пуксибского сельсовета. По данным переписи населения 1926 года, в деревне насчитывалось 66 хозяйств, проживал 401 человек (196 мужчин и 205 женщин). Преобладающая национальность — коми-пермяки.
По данным на 1 июля 1963 года, в деревне проживало 176 человек. Населённый пункт входил в состав Пуксибского сельсовета.